# محمد بنطلحة
محمد بنطلحة (مواليد 1950 في فاس)، هو شاعر وأكاديمي مغربي حاصل على جائزة الأركانة العالمية للشعر عام 2016.

## حياته
ولد محمد بنطلحة عام 1950 في مدينة فاس بالمغرب. وحصل على ليسانس في الأدب العربي من كلية الآداب والعلوم الإنسانية بفاس 1972، وعلى دبلوم الدراسات المعمقة في النقد الأدبي من كلية الآداب والعلوم الإنسانية بالرباط 1978، ودكتوراه السلك الثالث من جامعة إكس أن بروفانس بفرنسا 1987. يعمل أستاذاً جامعياً ورئيسًا لقسم اللغة العربية وآدابها بالمدرسة العليا للأساتذة بمراكش.
وهو عضو مؤسس للشبكة الجامعية الأورومتوسطية للشعر، ولبيت الشعر في المغرب، (الدار البيضاء، 1996)، ولرابطة أدباء المغرب” (الرباط، 1999). ويعتبر أحد أهم الأصوات الشعرية المعاصرة بالمغرب.

## أسلوبه الشعري
تميز شعر محمد بنطلحة بتنويع عُدته الشعرية عَبر الانفتاح على روافد جديدة مثل الفلسفة والتاريخ والتراث والسوريالية والصوفية والفنون البصرية. كما تميز شعره بتحرر اللغة من قيود الخطاب السياسي ومن آثاره الإيديولوجية  ولهذا جاءت قصائده صانعة صوْتَها الدّاخلي المنبثق من حرارة التجربة  ومن التفاعل معا تجارب شعرية مختلفة.

## الجوائز
- جائزة الشعر الأولى من الاتحاد الوطني لطلبة المغرب 1971.
- جائزة الأركانة العالمية للشعر 2016 والتي سبق ـن فاو بها شعراء كبار كالشاعر الألماني فولكر براون، والشاعر البرتغالي نونو جوديس، والشاعر الفرنسي إيف بونفوا، والشاعر الصيني بي داو، والشاعر المغربي محمد السرغيني، والشاعر الفلسطيني محمود درويش، والشاعر العراقي سعدي يوسف، والشاعر الإسباني أنطونيو غامونيدا، والشاعرة الأميركية مارلين هاكر، والشاعر المغربي الطاهر بن جلون، [6]
- سنة 2015 حاز جائزة فاس العالمية للكتاب عن مؤسسة نادي الكتاب بالمغرب.[4]
- جائزة ميهاي إيمينيسكو العالمية للشعر غشت 2022[3]

## دواوينه الشعرية
- رؤى في موسم العوسج (1970).
- نشيد البجع (1989).
- غيمة أو حجر (1990).
- سدوم (1992).
- بعكسِ الماء، (2000).
- ليتني أعمى (2000).
- قليلا أكثر، (2002).
- صفير في تلك الأدراج (2013).
- أخسر السماء وأربح الأرض (2014).
- الأعمال الشعرية، في 664 صفحة عن بيت الشعر بالمغرب (1970- 2015).

## كتب نقدية
قضية السرقات الشعرية في كتاب، الموازنة للآمدي، ضمن منشورات «فضاءات مستقبيلة»2010 